# 1889 en combiné nordique
| Années du combiné nordique : 1886 - 1887 - 1888 - 1889 - 1890 - 1891 - 1892    |
| Décennies du combiné nordique : 1850 - 1860 - 1870 - 1880 - 1890 - 1900 - 1910 |

Cette page reprend les résultats de combiné nordique de l'année 1889.

## Husebyrennet
C'est la 9e édition de la Husebyrennet. Elle se déroule à Ullern, près d'Oslo. Les résultats de cette compétition manquent.